# 2. HVL 2014.
Druga hrvatska vaterpolska liga, treći rang hrvatskog vaterpolskog prvenstva u sezoni 2014. čini sedam klubova podijeljenih u dvije grupe.

## Ljestvice

### Jug
| mj | klub            | ut | pob | ner | por | gol+ | gol- | bod |
| -- | --------------- | -- | --- | --- | --- | ---- | ---- | --- |
| 1. | KPK (Korčula)   | 6  | 4   | 0   | 2   | 61   | 50   | 12  |
| 2. | Gusar (Mlini)   | 6  | 4   | 0   | 2   | 57   | 53   | 12  |
| 3. | Cavtat (Cavtat) | 6  | 3   | 0   | 3   | 56   | 53   | 9   |
| 4. | Jadran (Neum)   | 6  | 1   | 0   | 5   | 51   | 69   | 3   |

### Sjever
| mj | klub                      | ut | pob | ner | por | gol+ | gol- | bod |
| -- | ------------------------- | -- | --- | --- | --- | ---- | ---- | --- |
| 1. | Brodograditelj (Betina)   | 6  | 6   | 0   | 0   | 71   | 57   | 18  |
| 2. | Adriatic (Šibenik)        | 6  | 3   | 0   | 3   | 62   | 59   | 9   |
| 3. | Biograd (Biograd na Moru) | 6  | 0   | 0   | 6   | 40   | 57   | 0   |

## Poveznice
- Prvenstvo Hrvatske u vaterpolu 2013./14.
- 1. B vaterpolska liga – sezona 2014.
- 3. HVL 2014.